# أوليفيا جوردن
أوليفيا جوردن (بالإنجليزية: Olivia Jordan) هي عارضة ومتسابقة ملكة الجمال وممثلة أمريكية، ولدت في 28 سبتمبر 1988 بتلسا في الولايات المتحدة. من الجوائز التي نالتها ملكة جمال الولايات المتحدة سنة 2015.

## أعمال

### أفلام
- (2012) تيد[5]
- (2012) هنا يأتي الازدهار[6]
- (2013) جوبز
- (2015) آلة الزمن الساخنة 2[7][8]

## جوائز
- ملكة جمال الولايات المتحدة الأمريكية (2015)

## وصلات خارجية
- أوليفيا جوردن على موقع IMDb (الإنجليزية)
- أوليفيا جوردن على موقع ألو سيني (الفرنسية)
- أوليفيا جوردن على موقع قاعدة بيانات الفيلم (الإنجليزية)